# Жедеан де Паива, Луан Мадсон
Луа́н Ма́дсон Жедеа́н де Паи́ва (порт. Luan Madson Gedeão de Paiva; род. 11 августа 1990, Сан-Мигел-дус-Кампус, Алагоас) — бразильский футболист, нападающий клуба «Мирасол».

## Клубная карьера

### «Атлетико Сорокаба»
Луан начал свою карьеру в молодёжной команде клуба «Атлетико Сорокаба», пока не попал в основной состав, с которым выиграл Кубок штата Сан-Паулу в 2008 году и вышел в Серию A Лиги Паулиста в 2012. Был лучшим голеадором команды в четырёх розыгрышах Серии A2, а в 2011 и 2012 годах стал вторым в списке бомбардиров чемпионата. После пяти лет, проведённых в составе «Атлетико Сорокабы», во второй половине 2012 года был отдан в аренду в «Понте-Прету».

### «Комерсиал» и «Базель»
В июле 2011 года клуб «Комерсиал» провёл серию товарищеских матчей в Европе, в которых принял участие Луан, игравший на правах аренды. Футболистом заинтересовались клубы из Европы. Он участвовал в предсезонной подготовке «Базеля», сыграв в Uhrencup против «Вест Хэма». Несмотря на то, что в том матче отметился голевой передачей, что помогло швейцарцам выиграть турнир, клубу не удалось достичь соглашения о покупке футболиста.

### «Понте-Прета»
После участия в чемпионате Бразилии в составе «Понте-Преты» он заинтересовал различные бразильские клубы, в том числе и «Атлетико Минейро». «Понте-Прета» воспользовалась своим правом первоочередного выкупа игрока и приобрела 40% прав на игрока за 1,2 млн. реалов, но не смогла удержать нападающего в команде.

### «Атлетико Минейро»
В свете поиска вариантов усиления состава перед сезоном 2013 года руководство «Атлетико Минейро» заинтересовалось игрой Луана, однако переговоры с «Понте-Претой», которая только что приобрела 40% прав на футболиста, шли с трудом. Затем, «Атлетико Минейро» сделал предложение «Атлетико Сорокабе» о покупке 60% прав на игрока. В итоге, нападающий подписал четырёхлетний контракт с «Атлетико Минейро». Луан пришёлся по вкусу болельщикам «петухов». Его игра в матче против «Тихуаны» в первом четвертьфинальном матче Кубка Либертадорес 2013 имела важное значение. Он сравнял счёт в матче на 1-й добавленной к основному времени минуте.

## Достижения
Атлетико Сорокаба
- Обладатель Кубка штата Сан-Паулу: 2008.
- Финалист Рекопы Южной Бразилии: 2008.
- Победитель международного турнира Независимости: 2009.

Базель
- Обладатель Кубка часов: 2011[14].

Атлетико Минейро
- Чемпион штата Минас-Жерайс: 2013.
- Обладатель Кубка Либертадорес: 2013.
- Обладатель Кубка Бразилии: 2014